# 楚云
楚云（1923年2月—2016年9月25日），原名李家辉，男，直隶（今河北）束鹿人，中华人民共和国政治人物，曾任共青团天津市委书记，南开大学党委书记，天津市第二教育局局长，天津体育学院党委书记。